# The Making of a Man (film 1911)
The Making of a Man è un cortometraggio muto del 1911 diretto da D.W. Griffith.

## Trama
Infatuata di un attore, una giovane donna corre dietro all'uomo e si intrufola nella compagnia di giro che sta mettendo in scena lo spettacolo in una città vicina. Ma il padre della ragazza la va a cercare per riportarla a casa.

## Produzione
Il film fu prodotto dalla Biograph Company. Venne girato Fort Lee, nel New Jersey, sede della casa di produzione.

## Distribuzione
Distribuito dalla General Film Company, il film - un cortometraggio di una bobina - uscì nelle sale cinematografiche statunitensi il 5 ottobre 1911.